# Jedwabne
Jedwabne är en liten stad i nordöstra Polen med 1 717 invånare (2013).

## Historia
Orten tillhörde länge Polen-Litauen. Efter Polens delningar 1772–1794 tillföll Jedwabne Kejsardömet Ryssland, där orten tillhörde Guvernementet Łomża som ingick i det judiska bosättningsområdet i Kejsardömet Ryssland. När Polen blev självständigt efter ryska revolutionen blev Jedwabne en del av den nya staten.
Hösten 1939 ockuperade Sovjetunionen östra Polen och därmed även staden Jedwabne. I och med Operation Barbarossa, Nazitysklands fälttåg mot Sovjetunionen sommaren 1941, hamnade Jedwabne under tysk ockupation. 
Den 10 juli 1941 massakrerades större delen av Jedwabnes judiska befolkning, omkring 300-360 personer. Uppgifterna gick länge isär om vilka som utförde massmordet; det ansågs efter kriget att tyska Einsatzgruppen utfört massakern. Senare undersökningar har dock slagit fast att det var kristna polska ortsbor som genomförde massakern.